# Dragan Barlov
Dragan Barlov (* 30. Januar 1957 in Kragujevac) ist ein serbischer Schach-Großmeister.
Die jugoslawische Einzelmeisterschaft konnte er 1986 gewinnen. Er spielte für Jugoslawien bei zwei Schacholympiaden: 1986 und 1990 (für die zweite Mannschaft). Außerdem nahm er 1989 in Haifa an den europäischen Mannschaftsmeisterschaften und zweimal an den Schachbalkaniaden (1982 und 1988) teil.
Im Jahre 1982 wurde ihm der Titel Internationaler Meister (IM) verliehen, 1986 der Großmeister-Titel (GM). Seine höchste Elo-Zahl erreichte Barlov mit 2555 im Juli 1987.
| Hier fehlt eine Grafik, die im Moment aus technischen Gründen nicht angezeigt werden kann. Wir arbeiten daran! |

## Veröffentlichungen
- Dragan Barlov, Branko Tadić: Pawns, time and space in modern chess. Chess Informant, Belgrad 2018, ISBN 978-86-7297-097-5.
- Dragan Barlov: Dynamic play in the world champions' masterpieces. Sahovski Informator, Belgrad 2019, ISBN 978-86-7297-102-6.